# Clandestine Insurgent Rebel Clown Army

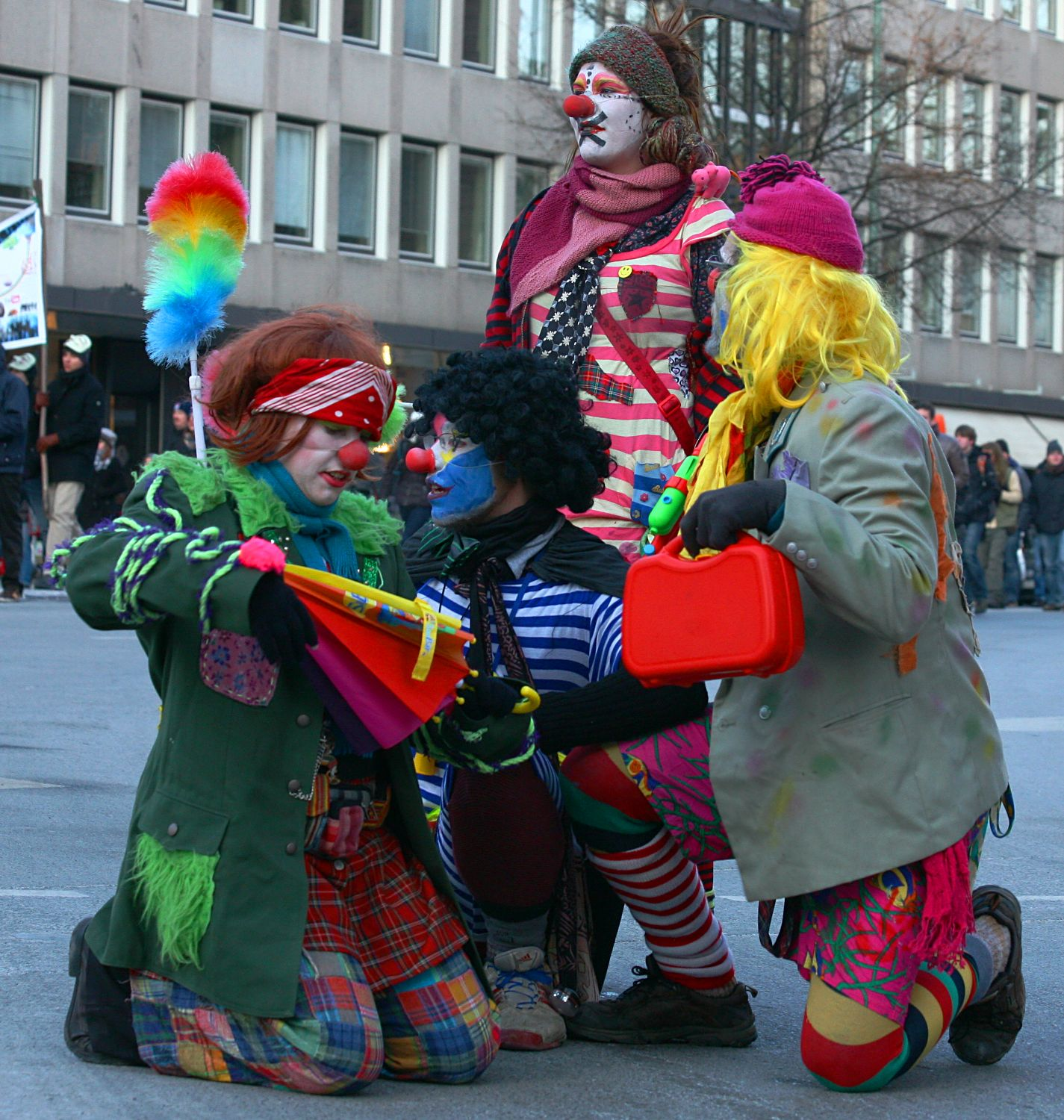
Membres de CIRCA en una manifestació a Frankfurt del Main

El Clandestine Insurgent Rebel Clown Army (acrònim: CIRCA), també anomenat Clown Army o Rebel Clown Army, és un grup antiautoritari d'activistes d'esquerres que utilitza tàctiques de pallasso i no violentes per actuar contra la globalització corporativa, la guerra i altres temes. Fou format a Londres a la tardor de 2003. Actualment la pràctica d'aquestes tàctiques de reivindicació i protesta, iniciades pel grup londinenc, s'estenen arreu del món sota el mateix nom del grup.